# Schuko

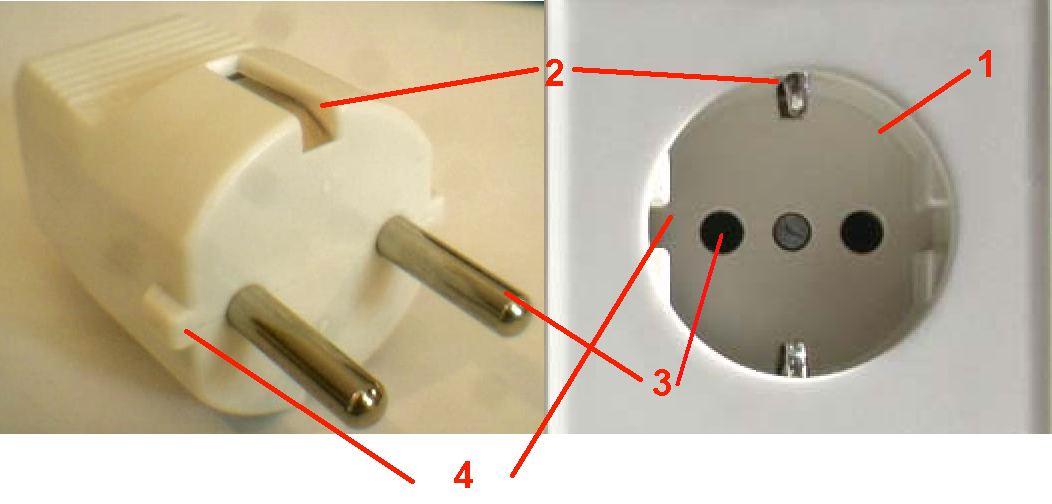
1 Försänkning som skyddar mot väta och beröring av spänningsförande delar.
2 Skyddsjorden som ansluter före fas och nolla
3
4 Skåror för extra stabilitet. Upphöjningarna i uttagsbrunnen förhindrar att en ojordad stickpropp kopplas in.

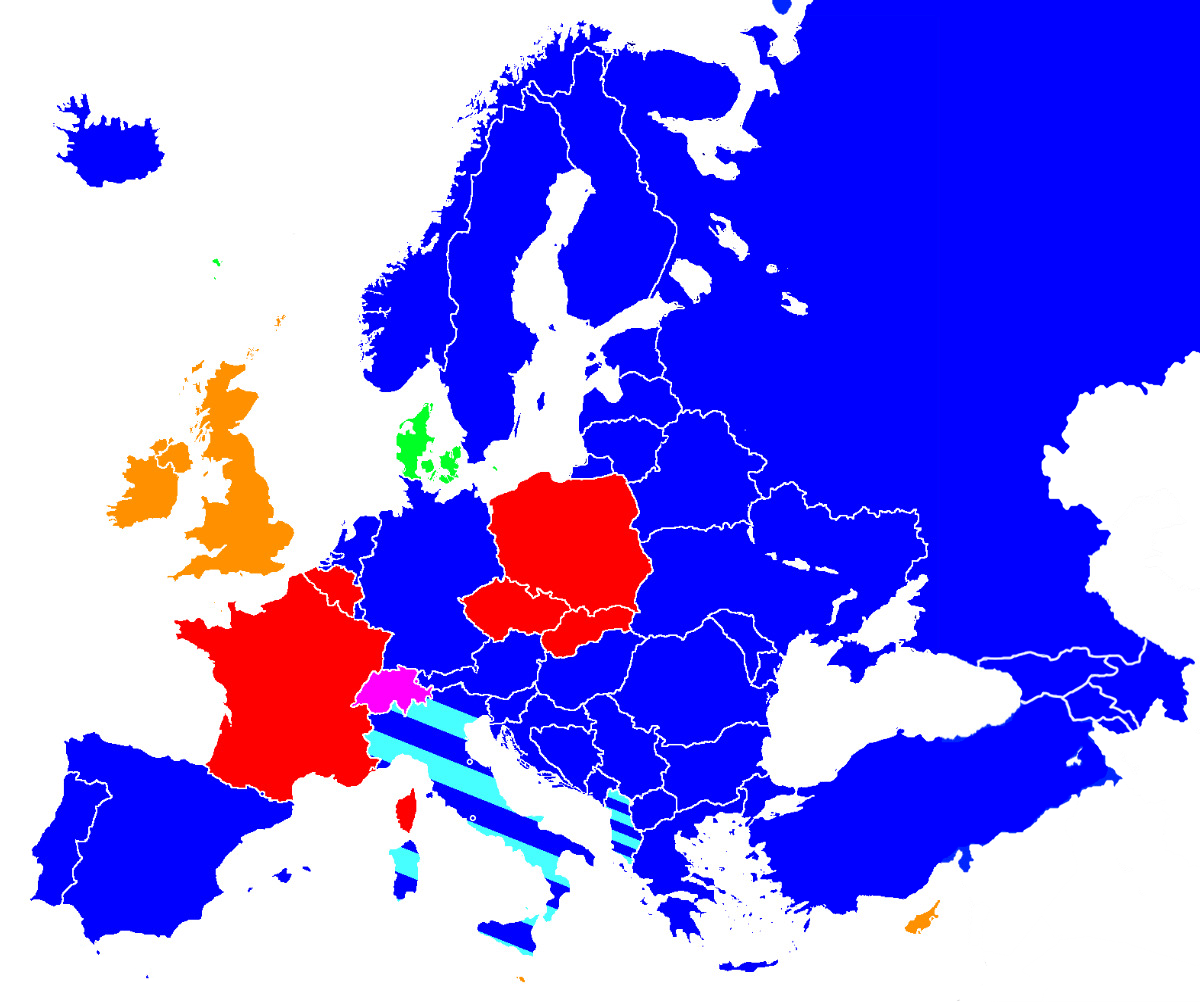
De blå områdena har Schuko som standard.

Schuko (från tyska Schutzkontakt, skyddskontakt) är en typ av jordad stickpropp. Namnet kommer från inbyggda skyddsjorden. Schuko är standard för jordade stickproppar inom många länder i Europa, bland annat i Nederländerna, Norge, Spanien, Sverige, Tyskland och Österrike.